# Brückenkopf (Minden)
Der Brückenkopf Minden in der ostwestfälischen Stadt Minden ist ein Stadtquartier östlich der Innenstadt am gegenüberliegenden Ufer der Weser. Weiter nach Osten wird der Stadtteil mit der Bunten Brücke an den Stadtteil Dankersen angeschlossen, sodass der Brückenkopf eine Insel im Überflutungsbereich der Weser ist.

## Geschichte
Der Brückenkopf war die militärische Festungsanlage am östlichen Ufer der Weser. Die Stadt Minden liegt auf dem gegenüberliegenden, westlichen Ufer und verteidigte sich am Weserübergang mit dem Brückenkopf und mit dem Stadttor Wesertor. Als die Festung Minden 1871 aufgegeben wurde, wurden die Festungsanlagen zunächst geschleift und damit auch der Brückenkopf seiner militärischen Nutzung entzogen. Anschließend wurde dann das Gebiet Stück für Stück als Bauland freigegeben.
Die erste Besiedelung fand nördlich der heutigen Kaiserstraße mit repräsentativen Bürgerhäusern statt. Danach wurde das Stadtquartier bebaut, wobei hier immer noch die nach Süden führende Chausseestraße zur Porta Westfalica ausmündete. Diese inzwischen ausgebaute Landstraße sollte in den 1990er Jahren nach Osten und damit von dem Brückenkopf herunter verlegt werden, um den Verkehr aus dem Wohnviertel zu bekommen. Die Pläne wurden aber nicht weiter verfolgt und schließlich von der Landesregierung in Düsseldorf gestoppt.
In den 1960er Jahren wurde im Süden der Festplatz Kanzlers Weide angelegt, zunächst mit herrlichen Kastanienalleen. Sie verschwanden bei der zunehmenden Nutzung durch den Automobilverkehr, der heutige Platz ist als Großparkplatz ausgebaut ist. Kanzlers Weide hat Anschluss an die Stadt durch die Glacisbrücke, eine Fußgänger- und Fahrradbrücke. In den Weserwiesen entstand in den 1950er Jahren ein Campingplatz und ein Minigolfplatz. Beide sind heute geschlossen. Auf dem Großparkplatz Kanzlers Weide ist ein kostenpflichtiger Reisemobilparkplatz entstanden.

## Bebauung
Am erhöhten Weserufer entstand die Uferstraße, an der mit Blick zum Fluss weitere Stadtvillen entstanden. Hier wurden auch einige Gärten angelegt und die erste Automobilgarage in Minden entstand für den Kommerzienrat Berlin. Viele der auf dem Brückenkopf entstandenen Stadtvillen stehen heute unter Denkmalschutz.